# Пуерто-Рико на Чемпіонаті світу з водних видів спорту 2015
Пуерто-Рико взяла участь у Чемпіонаті світу з водних видів спорту 2015, який пройшов у Казані (Росія) від 24 липня до 9 серпня.

## Стрибки у воду
Пуерториканські спортсмени кваліфікувалися на змагання з індивідуальних та синхронних стрибків у воду.
Чоловіки
| Спортсмен       | Дисципліна       | Попередні змагання | Попередні змагання | Півфінали       | Півфінали       | Фінал           | Фінал           |
| Спортсмен       | Дисципліна       | Очки               | Місце              | Очки            | Місце           | Очки            | Місце           |
| --------------- | ---------------- | ------------------ | ------------------ | --------------- | --------------- | --------------- | --------------- |
| Рафаель Кінтеро | Трамплін, 1 метр | 354.60             | 13                 | Н/Д             | Н/Д             | Завершив виступ | Завершив виступ |
| Рафаель Кінтеро | Вишка, 10 метрів | 367.45             | 31                 | Завершив виступ | Завершив виступ | Завершив виступ | Завершив виступ |

Жінки
| Спортсменка                       | Дисципліна                   | Попередні змагання | Попередні змагання | Півфінали        | Півфінали        | Фінал            | Фінал            |
| Спортсменка                       | Дисципліна                   | Очки               | Місце              | Очки             | Місце            | Очки             | Місце            |
| --------------------------------- | ---------------------------- | ------------------ | ------------------ | ---------------- | ---------------- | ---------------- | ---------------- |
| Дженіффер Фернандес               | Трамплін, 3 метри            | 244.70             | 32                 | Завершила виступ | Завершила виступ | Завершила виступ | Завершила виступ |
| Луїза Хіменес                     | Трамплін, 3 метри            | 221.25             | 40                 | Завершила виступ | Завершила виступ | Завершила виступ | Завершила виступ |
| Дженіффер Фернандес Луїза Хіменес | Синхронний трамплін, 3 метри | 249.24             | 14                 | Н/Д              | Н/Д              | Завершила виступ | Завершила виступ |

## Плавання
Пуерториканські плавці виконали кваліфікаційні нормативи в дисциплінах, які наведено в таблиці (не більш як 2 плавці на одну дисципліну за часом нормативу A, і не більш як 1 плавець на одну дисципліну за часом нормативу B):
Чоловіки
| Спортсмен      | Дисципліна            | Попередній заплив | Попередній заплив | Півфінал        | Півфінал        | Фінал           | Фінал           |
| Спортсмен      | Дисципліна            | Час               | Місце             | Час             | Місце           | Час             | Місце           |
| -------------- | --------------------- | ----------------- | ----------------- | --------------- | --------------- | --------------- | --------------- |
| Крістіан Байо  | 400 м вільним стилем  | 3:53.61           | 41                | Н/Д             | Н/Д             | Завершив виступ | Завершив виступ |
| Крістіан Байо  | 1500 м вільним стилем | 15:46.19          | 38                | Н/Д             | Н/Д             | Завершив виступ | Завершив виступ |
| Крістіан Байо  | 400 м комплексом      | DNS               | DNS               | Н/Д             | Н/Д             | Завершив виступ | Завершив виступ |
| Луїс Флорес    | 50 м вільним стилем   | 23.29             | =41               | Завершив виступ | Завершив виступ | Завершив виступ | Завершив виступ |
| Луїс Флорес    | 100 м вільним стилем  | 51.21             | =59               | Завершив виступ | Завершив виступ | Завершив виступ | Завершив виступ |
| Єсьєль Моралес | 200 м на спині        | 2:04.15           | 31                | Завершив виступ | Завершив виступ | Завершив виступ | Завершив виступ |